# St. Petrus (Langenpreising)

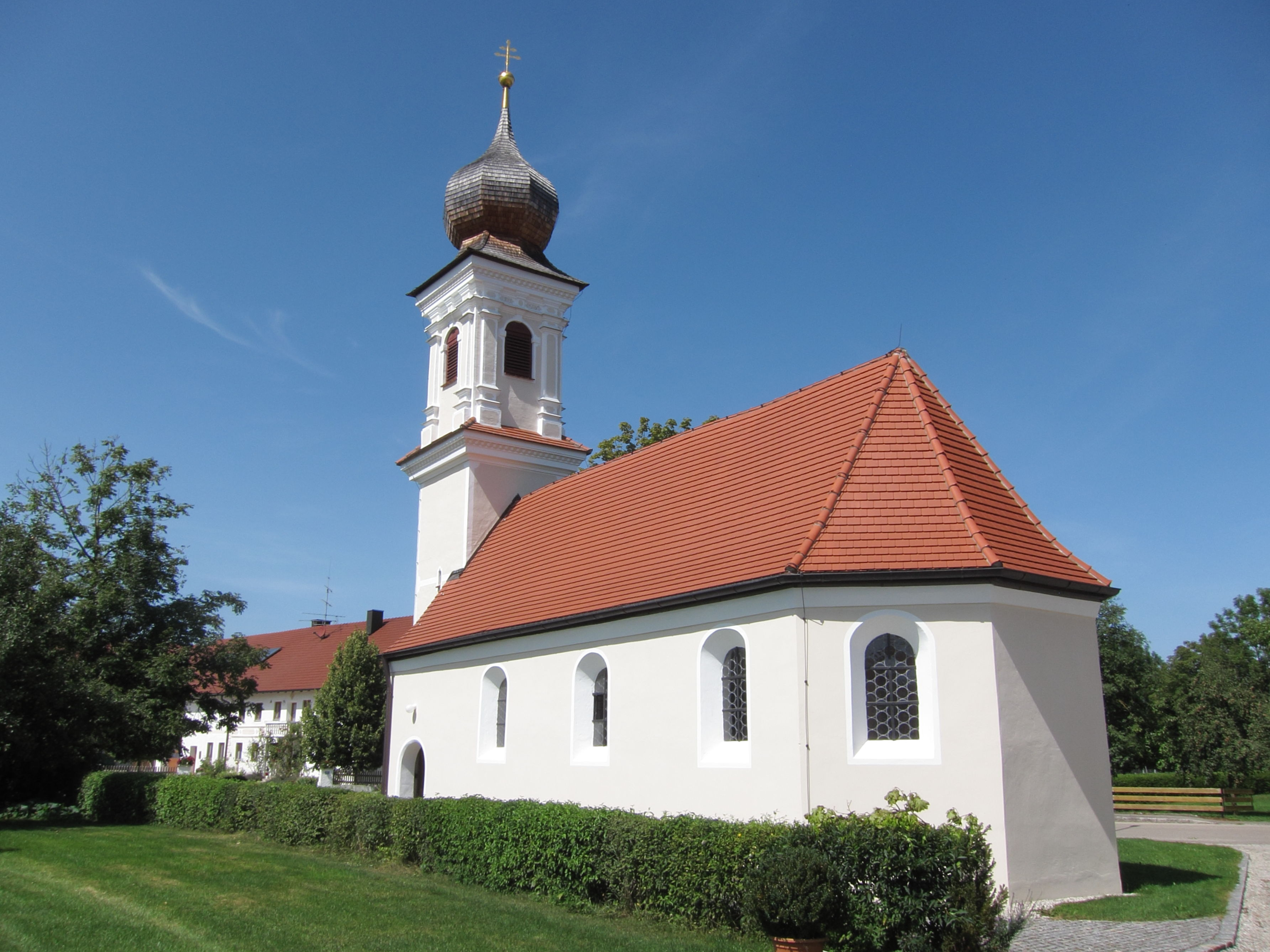
St. Petrus in Langenpreising

Die römisch-katholische Kapelle St. Petrus steht in Langenpreising, einer Gemeinde im oberbayerischen Landkreis Erding. Das Bauwerk ist in der Liste der Baudenkmäler in Langenpreising unter der Nr. D-1-77-126-2 eingetragen. Die Kirche gehört zum Erzbistum München und Freising.   

## Beschreibung
Die Saalkirche wurde in der ersten Hälfte des 17. Jahrhunderts erbaut. Das Langhaus ist im Osten dreiseitig abgeschlossen, im Westen schließt sich der Kirchturm mit Zwiebelhaube an. Im mit doppelten Pilastern an den Ecken gegliederten obersten Geschoss des Turms befindet sich der Glockenstuhl.
Im barocken Hochaltar stehen Skulpturen des Evangelisten Johannes und der Apostel Peter und Paul.